# Константин (Дьяков)
Митрополит Константин (в миру Константин Григорьевич Дьяков; 19 мая 1864, село Старая Водолага, Валковский уезд, Харьковская губерния — 10 ноября 1937, Киев) — епископ Православной российской церкви; с 1934 года митрополит Киевский, экзарх Украины.
Прославлен Украинской православной церковью в лике святых в 1993 году.

## Священник
Родился в семье священника. Окончил Харьковскую духовную семинарию. 23 октября 1891 году возведён в сан иерея соборной церкви города Чугуева. В 1897 году переведён в Харьков священником Христо-Рождественской церкви, законоучитель средних учебных заведений. Протоиерей.
В 1923 году был арестован, обвинение не было предъявлено, освобождён через два месяца. В 1924 году пострижен в монашество.
8 (21) сентября 1924 года хиротонисан во епископа Сумского, викария Харьковской епархии. Хиротонию, совершенную в храме Рождества Богородицы в Бутырках, в Москве, возглавил Патриарх Тихон. Временно управлял Харьковской епархией. В 1926 был арестован, находился в тюрьме три недели.

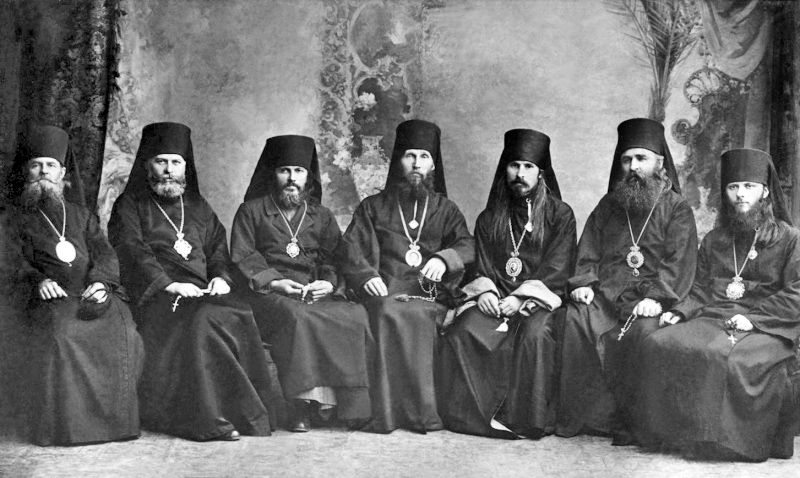
Слева направо: епископы Павел (Кратиров), Константин (Дьяков), Борис (Шипулин), Евгений (Зернов), Онуфрий (Гагалюк), Дамаскин (Цедрик), Антоний (Панкеев). Харьков 1927 год

С 18 мая 1927 года — постоянный член Временного Патриаршего Священного Синода при Заместителе Патриаршего Местоблюстителя митрополите Сергии (Страгородском).
12 ноября 1927 года возведён в сан архиепископа и назначен архиепископом Харьковским и Ахтырскими. После смерти экзарха Украины митрополита Киевского Михаила (Ермакова) назначен экзархом, с ставлением в Харькове — столице Советской Украины.
18 мая 1932 года (по другой версии, 21 октября) в ознаменование 5-й годовщины существования Временного Патриаршего Священного Синода указом митрополита Сергия в числе 4 старейших постоянных члена Синода был возведён в сан митрополита.
С 26 июня 1934 года, в связи с переводом столицы Советской Украины из Харькова в Киев — митрополит Киевский, экзарх Украины.
В середине 1930-х годов окружением митрополита Сергия многократно поднимался вопрос о провозглашении его Патриархом. Как следует из показаний, наибольшее усердие в этом отмечалось со стороны митрополита Константина. Так викарий митрополита Сергия епископ Иоанн (Широков) показал в июле 1937 года: «В феврале 1936 года у митрополита Сергия Страгородского состоялось нелегальное совещание <…> На этом совещании Дьяковым был возбуждён вопрос о необходимости провозглашения митрополита Сергия Страгородского патриархом православной церкви. В данном случае Дьяков выразил наше общее мнение, так как мы понимали, что избрание патриарха может положить конец церковным распрям и создаст возможность для широкой работы по объединению вокруг Страгородского всех церковных течений». Присутствовавший на том совещании Л. Д. Аксёнов на вопрос следователя о том, как обсуждался «вопрос о присвоении митрополиту Сергию Страгородскому звания патриарха», ответил, что «8-9 марта 1936 г. на собрании по случаю юбилея митрополита Сергия Страгородского этот вопрос возник в форме тоста, произнесенного киевским митрополитом Константином Дьяковым, выразившим пожелание, чтобы митрополит Сергий Страгородский был патриархом».
Разговоры о необходимости провозглашения митрополита Сергия Патриархом продолжались и в 1937 году, опять же, в значительной степени, благодаря Киевскому митрополиту. Протоиерей Александр Лебедев, показав, что в мае 1935 года митрополитом Константином был выдвинут вопрос о патриаршестве, далее продолжил: «Вторично этот вопрос в наиболее определённой форме был поднят на совещании руководителей церкви 24-го января 1937 г., причём руководитель украинской церкви, упомянутый выше, митрополит Константин. Дьяков заявил, что осуществление этого мероприятия является боевой задачей всех нас».
На другом допросе, в мае 1937 года, протоиерей Александр добавил по поводу инициативы Экзарха Украины: «Митрополит украинский Константин Дьяков на нелегальном совещании у Страгородского, состоявшемся в январе месяце 1937 года, заявил, что он примет меры к использованию Управления Государственной Безопасности НКВД Украины для того, чтобы, как он выразился, „провернуть вопрос о выборе Страгородского патриархом“».
29 октября 1937 года арестован во время службы в Покровском храме (на Соломенке). Был заключён в Киево-Лукьяновскую тюрьму. Обвинён в том, что является активным членом «антисоветской фашистской контрреволюционной организации церковников-тихоновцев». На допросе показал:

«В связи с переводом столицы из Харькова в Киев я прибыл к месту своего нового служения 29 марта 1935 года. На Киевщине было 170 приходов, из них 70 функционировало и 100 взяты под заготзерно. Серьёзная болезнь прекратила мою деятельность почти на 3 месяца. В настоящий момент число приходов на Киевщине сократилось до минимума: всего 16 с 4 городскими. Я прошу Советскую Власть дать возможность мне — 73-летнему старику, одержимому весьма многими и тяжелыми физическими недугами, мирно и тихо закончить свою жизнь».

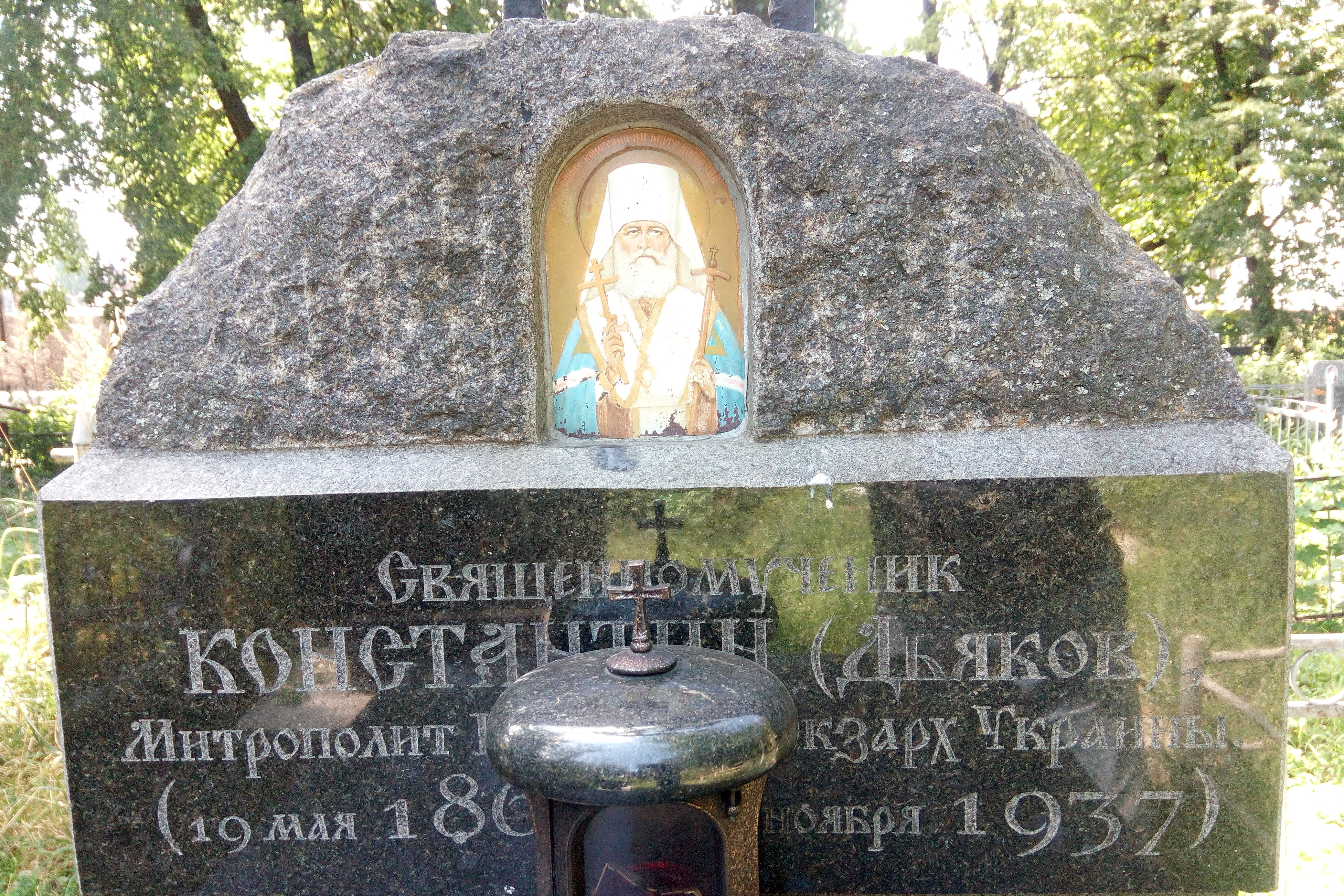
Надгробие на Лукьяновском кладбище в Киеве

10 ноября 1937 года погиб во время допроса. Похоронен на Лукьяновском кладбище (участок 45(II)), где совершались массовые тайные захоронения расстрелянных в Киево-Лукьяновской тюрьме НКВД.
Одной из своих родственниц, особенно тяжело переживавшей его гибель, митрополит Константин явился во сне стоящим на пустыре у свеженасыпанного могильного холма и сказал: «Здесь лежит моё тело». На Лукьяновском кладбище, расположенном возле тюрьмы, где расстреляли владыку, она обратилась к одному из кладбищенских сторожей, и он оказался тем самым могильщиком, кто зарывал останки убитого митрополита. Сторож указал ей могилу, где были похоронены архипастырь и расстрелянные вместе с ним. Тайное отпевание совершил проживавший в Киеве схиархиепископ Антоний (Абашидзе).

## Канонизация
При подготовке канонизации новомучеников и исповедников, совершённой РПЦЗ в 1981 году, его имя было внесено в черновой список поимённый новомучеников исповедников российских. При издании поимённого списка новомучеников и исповедников РПЦЗ в конце 1990-х годов имя митрополита Константина не было включено в него наряду с именами других архиереев из числа сторонников митрополита Сергия.
19 октября 1993 года митрополит Константин был канонизирован определением Священного синода Украинской православной церкви как местночтимый святой Слободского края с установлением памяти 19 мая (1 июня).
Решением Священного синода Украинской православной церкви от 10 февраля 2011 года священномученик Константин (Дьяков), митрополит Киевский и Галицкий включён в Собор Киевских святых с днём памяти 15/28 июля.
19 апреля 2016 года определением Священного синода Украинской православной церкви установлен день памяти святому в день его мученической кончины — 28 октября (10 ноября).